# Concerto pour saxophone de Glazounov
Pour les articles homonymes, voir Concerto pour saxophone.
Le concerto pour saxophone et orchestre à cordes en mi bémol majeur, op. 109-bis est le dernier des cinq concertos instrumentaux écrit par Alexandre Glazounov. Il le compose en 1934, inspiré par le succès de son quatuor pour saxophones créé à la fin de l’année précédente. Le travail lui prend trois mois.
Avant la publication du concerto, le saxophoniste français Marcel Mule l'aurait déchiffré accompagné au piano par le compositeur, au domicile de ce dernier. L'œuvre est ensuite créée en public par son commanditaire et dédicataire Sigurd Rascher le 25 novembre 1934 à Nyköping, Suède. Glazounov lui-même n'entendra jamais d'exécution publique.
Le nom de Jean Petiot a été ajouté à celui d'Alexandre Glazounov dans l'édition Leduc de la partition sans doute pour des raisons de droits d'auteur. Les assertions selon lesquels la cadence voire la fin du concerto auraient été d'une autre main que celle de Glazounov sont considérées aujourd'hui comme fantaisistes.

## Structure
Le concerto est écrit pour saxophone alto accompagné par l’orchestre à cordes. Il contient un seul mouvement divisé en trois parties qui sont enchaînées :
- Allegro moderato, mi bémol majeur, à 
 : le thème d’un caractère monumental exposé par l’orchestre puis repris par le saxophone qui lui donne l’air plus lyrique ; le deuxième thème, Allegretto scherzando en sol mineur, est basé sur l’ornementation élégante ;
- Andante, do bémol majeur, à 
 : épisode chantant et sombre, dont le développement fait écho à la Symphonie Manfred de Piotr Tchaïkovski ; l'andante est suivi d'une brève Cadenza ;
- Allegro, do mineur : fugato reprenant tous les thèmes du concerto suivi d'une Coda en mi bémol majeur.